# Амадеус (филм)
Амадеус (енгл. Amadeus) амерички је историјски биографски драмски филм из 1984. године, који је режирао Милош Форман, по сценарију који је написао Сер Питер Шафер на основу сопствене истоимене позоришне представе. Радња филма је смештена у Беч у другој половини 18. века, и представља фикционализовану причу о ривалству између Волфганга Амадеуса Моцарта и Антонија Салијера на двору цара Јозефа II из периода када је Моцарт напустио Салцбург. Такво ривалство није историјски тачно; писац филма Сер Питер Шафер је описао радњу као „фантазију базирану на чињеницама”. Моцартова музика је екстензивно коришћена у филмској партитури. Главне улоге Салијерија и Моцарта тумаче Ф. Мари Абрахам и Том Халс.
Филм је премијерно приказан 6. септембра 1984. у Лос Анђелесу, док је дистрибуиран у америчке биоскопе тринаест дана касније. По изласку, филм је добио широко признање критичара и био је хит на биоскопским благајнама, са зарадом од преко 90 милиона долара. Сматран једним од најбољих филмова свих времена, Амадеус је био номинован за 53 награде, а освојио је 40, укључујући осам Оскара (укључујући оног за најбољи филм), четири награде БАФТА, четири Златна глобуса и награду Удружења режисера Америке. Амерички филмски институт га је 1998. сврстао на 53. место на листи 100 година... 100 филмова. Године 2019, Конгресна библиотека је изабрала филм за чување у Националном регистру филмова Сједињених Држава због „културног, историјског или естетског значаја”.

## Радња
У зиму 1823, Антонио Салијери (Ф. Мари Абрахам) је одведен у психијатријску болницу након што је преживео покушај самоубиства, током којег су га његове слуге начуле како признаје да је убио Волфганга Амадеуса Моцарта (Том Халс). Млади свештеник, отац Фоглер (Ричард Френк), прилази Салијерију да би разрадио његово признање. Салијери приповеда како је још у младости 1760-их желео да буде композитор, на велику жалост свог оца. Он се моли Богу да ће, ако га учини познатим композитором, заузврат обећати своју верност. Убрзо након тога, његов отац умире, што Салијери схвата као знак да је Бог прихватио његов завет. До 1774. Салијери је постао дворски композитор цара Јозефа II (Џефри Џоунс) у Бечу. Седам година касније, на пријему у част Моцартовог покровитеља, принца-архиепископа Салцбурга (Николас Кепрос), Салијери је шокиран открићем да је трансцендентално талентовани Моцарт опсцен и незрео. Салијери, побожни католик, не може да схвати зашто би Бог дао тако велики дар Моцарту уместо њему и закључује да Бог користи Моцартов таленат да исмеје Салијеријеву осредњост. Салијери се одриче Бога и заклиње се да ће му се осветити уништавањем Моцарта.
Моцартов алкохолизам нарушава његово здравље, брак и репутацију на двору, иако он наставља да ствара бриљантне радове. Салијери унајмљује младу девојку Лори (Синтија Никсон) да ради као Моцартова слушкиња и она му открива да Моцарт ради на опери заснованој на представи Фигарова женидба, коју је цар забранио. Када је Моцарт позван на двор да ово објасни, успева да убеди цара да дозволи премијеру његове опере, упркос покушајима саботаже Салијерија и царевих саветника. Када сазна да му је отац Леополд (Рој Дотрајс) умро, Моцарт пише оперу Дон Ђовани у својој тузи. Салијери препознаје мртвог команданта у опери као симбол Моцартовог оца и смишља шему; наводи Моцарта да верује да је његов отац устао из гроба да наручи Реквијем. Затим планира да убије Моцарта када овај заврши своје дело и да га премијерно прикаже на Моцартовој сахрани, тврдећи да је његово. У међувремену, Моцартов пријатељ Емануел Шиканедер (Сајмон Калоу) га позива да напише оперу за његово позориште. Моцарт пристаје упркос инсистирању његове супруге Констанце (Елизабет Бериџ) да заврши Реквијем. После свађе са Моцартом, Констанца одлази са њиховим малим сином Карлом (Милан Демјаненко) на одмор.
Нова Моцартова опера, Чаробна фрула, постиже велики успех, али преморени Моцарт се сруши током једног извођења. Салијери га води кући и наговара да настави са писањем Реквијема, нудећи Моцарту да диктира док он записује. Следећег јутра, Моцарт захваљује Салијерију на пријатељству, а Салијери му признаје да га сматра највећим композитором кога познаје. Констанца се враћа кући и захтева да Салијери одмах оде. Осећајући кривицу, она закључава недовршени Реквијем, држећи га подаље од Салијерија, а Моцарт умире од исцрпљености. Моцарт је изнет из града и без церемоније сахрањен у масовну гробницу током олује.
Назад у 1823. години, Фоглер је превише шокиран да би опростио Салијерију, који претпоставља да је „милосрдном” Богу било драже да уништи свог вољеног Моцарта него да допусти Салијерију да учествује у најмањем делу Његове славе. Салијери обећава, са горком иронијом, да ће се молити за Фоглера и опростити му, заједно са свим светским медиокритетима као њиховим „свецом заштитником”. Док Салијерија возе низ ходник, он у пролазу опрашта свим болничким пацијентима њихове сопствене неадекватности, Моцартов смех одзвања у ваздуху.

## Улоге
| Глумац          | Улога                    |
| --------------- | ------------------------ |
| Ф. Мари Абрахам | Антонио Салијери         |
| Том Халс        | Волфганг Амадеус Моцарт  |
| Елизабет Бериџ  | Констанца Моцарт         |
| Рој Дотрајс     | Леополд Моцарт           |
| Сајмон Калоу    | Емануел Шиканедер        |
| Кристин Еберсол | Катерина Каваљери        |
| Џефри Џоунс     | Цар Јозеф II             |
| Чарлс Кеј       | гроф Орсини-Розенберг    |
| Ричард Френк    | отац Фоглер              |
| Синтија Никсон  | Лори, Моцартова слушкиња |

## Награде
Амадеус је номинован за десет Оскара, од којих је освојио седам, укључујући награде Академије за најбољи филм и главну мушку улогу, за коју су номиновани и Ф. Мари Абрахам и Том Халс, али која је припала Ф. Марију Абрахаму. Филм је сакупио укупно 32 награде на фестивалима широм света.